# أنخيل جيل
أنخيل جيل (بالإسبانية: Ángel Gil)‏ هو حرفي ورسام مكسيكي، ولد في القرن العشرين.